# Pływające miasto
Pływające miasto (inna wersja tytułu wydań po polsku: Miasto pływające)
(fr. Une ville flottante, 1871) – jednotomowa powieść Juliusza Verne’a z cyklu literackiego Niezwykłe podróże złożona z 39 rozdziałów.
Pierwszy przekład w języku polskim autorstwa Jadwigi Papi pt. Miasto pływające opublikowano w 1872.
Książka powstała w oparciu o wrażenia z krótkiej podróży do Stanów Zjednoczonych Ameryki, którą Verne wspólnie z młodszym bratem Pawłem odbył w 1867 na pokładzie największego wówczas statku świata – parowca SS Great Eastern. Pobyt w Ameryce był krótki – 8 dni (w tym od 10 kwietnia do 14 kwietnia wycieczka nad wodospad na Niagarze i do Kanady) z konieczności – atrakcyjna, promocyjna cena powrotnego biletu morskiego łączyła się z krótkim postojem statku w amerykańskim porcie.